# Mansión de Baldone
La Mansión de Baldone, también llamado Castillo Blanco (en letón: Baltā pils), es una casa señorial en el municipio de Baldone en la región histórica de Zemgale, en Letonia. Fue construida en 1901 como pabellón de caza (en alemán: Jagdschloss). Actualmente la Escuela de Música de Baldone opera desde la mansión.

## Historia
El castillo fue construido cerca del Bosque de Baldone por Adam Mickiewicz (1865-1920), que después se convertiría en jefe de la Administración Agrícola Báltica y de Propiedades del Estado. Se casó con Elisabeth Buckhaven.
La mansión estuvo siempre pintada de blanco, y de ahí su nombre, Castillo Blanco. Durante la Primera Guerra Mundial, el castillo albergó un hospital militar ruso hasta octubre de 1915, y después un hospital militar alemán. Después de la Primera Guerra Mundial, el Castillo Blanco se convirtió en uno de los balnearios de Baldone, que pertenecía a la familia Mickiewicz, pero no ocupaba toda la mansión, también fue usado como refugio infantil. Nicholas Mickiewicz, quien heredó la propiedad, tuvo un hijo en 1929, Denis Mickevich, que emigró a la Polonia ocupada por Alemania a principios de la II Guerra Mundial, y después a Estados Unidos, donde se hizo profesor de literatura rusa de la Universidad de Duke. En septiembre de 1944 la administración alemana trasladó el orfanato a la Mansión de Mencendarbe, donde operaba un segundo orfanato en ese tiempo. Como resultado, las instalaciones fueron desalojadas y el Ejército alemán introdujo aquí una enfermería.
Después de la II Guerra Mundial, el edificio fue usado por el Sanatorio de Baldone, que podía alojar 75 personas. Era un internado para chicas con tuberculosis y una sala del departamento de ginecología. A partir de 1980 el Castillo Blanco fue propiedad del Hospital de Baldone. Aunque el hospital no estaba construido aquí, la granja colectiva "Baldone" construyó un dormitorio donde los trabajadores de la granja colectiva vivían.
En 1985, fue abierta en el edificio la Escuela de Música de Baldone, que se convirtió en un centro cultural donde los niños de la zona aprendían las primeras habilidades musicales y concertistas. El interior histórico del castillo no ha sobrevivido.

## Parque de la mansión
El parque de la mansión con árboles exóticos siempre ha estado bien mantenido. Está registrado en la Lista de recursos naturales de Letonia.